# Castle Hills
Ne doit pas être confondu avec Castle Hill.
Castle Hills est une ville située au centre du comté de Bexar, au Texas, aux États-Unis,. Elle forme une enclave dans la ville de San Antonio.

## Démographie
Lors du recensement de 2010, la ville comptait une population de 4 116 habitants. Elle est estimée, le 1er juillet 2019, à 4 421 habitants.

### Source de la traduction
- (en) Cet article est partiellement ou en totalité issu de l’article de Wikipédia en anglais intitulé « Castle Hills, Texas » (voir la liste des auteurs).